# Bangladeschische Cricket-Nationalmannschaft in Südafrika in der Saison 2017/18
Die Tour der bangladeschischen Cricket-Nationalmannschaft nach Südafrika in der Saison 2017/18 fand vom 28. September bis zum 29. Oktober 2017 statt. Die internationale Cricket-Tour war Bestandteil der Internationalen Cricket-Saison 2017/18 und umfasste zwei Tests, drei ODIs und zwei Twenty20s. Bangladesch gewann die Test-Serie 2–0, die ODI-Serie 3–0 und die Twenty20-Serie 2–0.

## Vorgeschichte
Für beide Mannschaften ist es die erste Tour der Saison. Das letzte Aufeinandertreffen der beiden Mannschaften fand in der Saison 2015 in Bangladesch statt. Südafrika gewann die Test-Serie 2–0 und die ODI-Serie 3–0.

## Stadien
Die folgenden Stadien wurden für die Tour als Austragungsort vorgesehen.
| Stadion               | Stadt         | Kapazität | Spiele          |
| --------------------- | ------------- | --------- | --------------- |
| Chevrolet Park        | Bloemfontein  | 20.000    | 2. Test; 1. T20 |
| Buffalo Park          | East London   | 20.000    | 3. ODI          |
| De Beers Diamond Oval | Kimberley     | 11.000    | 1. ODI          |
| Boland Park           | Paarl         | 10.000    | 2. ODI          |
| Senwes Park           | Potchefstroom | 18.000    | 1. Test; 2. T20 |

## Kaderlisten
Bangladesch benannte seinen Test-Kader am 11. September und seinen ODI-Kader am 5. Oktober 2017.
Südafrika benannte seinen Test-Kader am 22. September, und seinen ODI-Kader am 4. Oktober 2017.
| Test | Test | ODI | ODI | Twenty20 | Twenty20 |
| Südafrika | Bangladesch | Südafrika | Bangladesch | Südafrika | Bangladesch |
| --- | --- | --- | --- | --- | --- |
| - Faf du Plessis (K) - Hashim Amla - Temba Bavuma - Theunis de Bruyn - Quinton de Kock (wk) - Dean Elgar - Keshav Maharaj - Aiden Markram - Morné Morkel - Duanne Olivier - Wayne Parnell - Dane Paterson - Andile Phehlukwayo - Kagiso Rabada | - Mushfiqur Rahim (K, wk) - Imrul Kayes - Litton Das - Mahmudullah - Mehedi Hasan - Mominul Haque - Mustafizur Rahman - Rubel Hossain - Sabbir Rahman - Shafiul Islam - Subashis Roy - Soumya Sarkar - Taijul Islam - Tamim Iqbal - Taskin Ahmed | - Faf du Plessis (K) - JP Duminy (VK) - Hashim Amla - Temba Bavuma - Farhaan Behardien - Quinton de Kock (wk) - AB de Villiers - Aiden Markram - David Miller - Willem Mulder - Wayne Parnell - Dane Paterson - Andile Phehlukwayo - Dwaine Pretorius - Kagiso Rabada - Imran Tahir | - Mashrafe Mortaza (K) - Imrul Kayes - Litton Das (wk) - Mahmudullah - Mehedi Hasan - Mustafizur Rahman - Mohammad Saifuddin - Mushfiqur Rahim - Nasir Hossain - Rubel Hossain - Sabbir Rahman - Shafiul Islam - Shakib Al Hasan - Soumya Sarkar - Tamim Iqbal - Taskin Ahmed | - Faf du Plessis (K) - JP Duminy (VK) - Hashim Amla - Farhaan Behardien - Quinton de Kock (wk) - AB de Villiers - Robert Frylinck - Beuran Hendricks - David Miller - Mangaliso Mosehle - Dane Paterson - Aaron Phangiso - Andile Phehlukwayo - Dwaine Pretorius - Tabraiz Shamsi | - Shakib Al Hasan (K) - Imrul Kayes - Litton Das (wk) - Mahmudullah - Mehedi Hasan - Mohammad Saifuddin - Mominul Haque - Mushfiqur Rahim - Nasir Hossain - Rubel Hossain - Sabbir Rahman - Shafiul Islam - Soumya Sarkar - Taskin Ahmed |

## Tour Matches
| 21. – 23. September Scorecard | Benoni | Bangladeshis 306-7d (74.1) & 235-9d (63) | – | CSA Invitation XI 313-8d (91) |
|                               |        | Remis                                    |   |                               |

| 12. Oktober Scorecard | Bloemfontein | Bangladeshis 255 (50)                   | – | CSA Invitation XI 257-4 (46.3) |
|                       |              | CSA Invitation XI gewinnt mit 6 Wickets |   |                                |

## Tests

### Erster Test in Potchefstroom
| 28. September – 2. Oktober Scorecard | Potchefstroom | Südafrika 496-3d (146) & 247-6d (56) | – | Bangladesch 320 (89.1) & 90 (32.4) |
|                                      |               | Südafrika gewinnt mit 333 Runs       |   |                                    |

### Zweiter Test in Bloemfontein
| 6. – 10. Oktober Scorecard | Bloemfontein | Südafrika 573-4d (120)                           | – | Bangladesch 147 (42.5) & 172 (42.4) (f/o) |
|                            |              | Südafrika gewinnt mit einem Innings und 254 Runs |   |                                           |

## One-Day Internationals

### Erstes ODI in Kimberley
| 15. Oktober Scorecard | Kimberley | Bangladesch 278-7 (50)           | – | Südafrika 282-0 (42.5) |
|                       |           | Südafrika gewinnt mit 10 Wickets |   |                        |

### Zweites ODI in Paarl
| 18. Oktober Scorecard | Paarl | Südafrika 353-6 (50)           | – | Bangladesch 249 (47.5) |
|                       |       | Südafrika gewinnt mit 104 Runs |   |                        |

### Drittes ODI in East London
| 22. Oktober Scorecard | East London | Südafrika 369-6 (50)           | – | Bangladesch 169 (40.4) |
|                       |             | Südafrika gewinnt mit 200 Runs |   |                        |

## Twenty20 Internationals

### Erstes Twenty20 in Bloemfontein
| 26. Oktober Scorecard | Bloemfontein | Südafrika 195-4 (20)          | – | Bangladesch 175-9 (20) |
|                       |              | Südafrika gewinnt mit 20 Runs |   |                        |

### Zweites Twenty20 in Potchefstroom
| 29. Oktober Scorecard | Potchefstroom | Südafrika 224-4 (20)          | – | Bangladesch 141 (18.3) |
|                       |               | Südafrika gewinnt mit 83 Runs |   |                        |